# Raymond Screvens
 Raymond Screvens (Anderlecht, 26 januari 1920 - Ukkel, 18 augustus 2009) was een Belgisch magistraat, rechtsgeleerde en hoogleraar aan de Université libre de Bruxelles.

## Biografie
Raymond Screvens behaalde de diploma's van licentiaat in de criminologische wetenschappen in 1941 en doctor in de rechten in 1942. Na zijn studies werd hij advocaat aan de balie van Brussel en was hij verbonden aan het Hoog Commissariaat voor de Veiligheid van de Staat. Hij was achtereenvolgens:
- substituut-procureur des Konings in Brussel (1945-1954),
- eerste substituut-procureur des Konings in Brussel (1954-1959),
- raadsheer in het hof van beroep in Brussel (1959-1972),
- raadsheer in het Hof van Cassatie (1972-1983),
- voorzitter in het Hof van Cassatie in (1983-1990).

Hij was tevens voorzitter van de Belgische afdeling van de Internationale Unie van Magistraten en voorzitter van de commissie belast met de studie van de strafrechtelijke vraagstukken van deze organisatie. Hij was ook voorzitter van de nationale raad van de Orde der artsen en hoogleraar aan de Université libre de Bruxelles.